# Eisikovits Mihály Miksa
Eisikovits Mihály Miksa (névváltozat: Eisikovits Miksa; románul Mihai Max Eisikovits; Balázsfalva, 1908. október 8. – Kolozsvár, 1983. január 13.) magyar zeneszerző.

## Életútja és munkássága
A középiskolát szülőhelyén, a zeneművészeti főiskolát és a jogot Kolozsvárt végezte. Előbb középiskolai tanár Temesvárt (1935–46), majd a kolozsvári magyar zenekonzervatórium, ill. művészeti intézet tanára (1946–50) és a  Kolozsvári Állami Magyar Opera igazgatója (1948–50), a Gheorghe Dima Zeneakadémia első igazgatója (1950–53) és tanára (1950–73) Kolozsvárt. Polifonia vocală a Renașterii (1966), Polifonia barocului (1973) és Introducere în polifonia vocală a secolului XX. (1976) címekkel három jelentős zenetudományi szakmunkája jelent meg románul (az 1976-os kötet a korszerű népdalfeldolgozásról szólván, Bartók és Kodály karműveit állítja példa gyanánt a zeneszerzők elé) és számos más szakcikke.
Első nyilvános szerzői estjén, 1933-ban Ady-dalait mutatta be Kolozsvárt. Aranykorsó című antifasiszta daljátékát (Szabó Imre darabjára) 1935-ben adta elő a kolozsvári magyar színház. 1954-ben A kecske meséje (Bartalis János és Balla Károly szövegére), 1962-ben A csalafinta kút (Marton Lili szövegére) című meseoperája került színre a kolozsvári Román Opera előadásában. Elnémult dalok cím alatt máramarosi zsidó dallamok zongorafeldolgozásait adta ki, s magyar klasszikus és kortárs költők (Petőfi, Ady, Balázs Béla, József Attila, Mária Béla, Radnóti Miklós, Szabó Lőrinc, Weöres Sándor) mellett megzenésítette a romániai magyar szépirodalomból Anavi Ádám, Brassai Viktor, Gagyi László, Horváth István, Kányádi Sándor, Salamon Ernő, Szentimrei Jenő, Szilágyi Domokos több versét. Dalainak kiadási éve 1946 (Temesvár), 1956, 1966; hórák és madrigálok (háromszólamú román kórusok) 1970. Román népdalfeldolgozások kétszólamú gyermekkarra című két füzete Budapesten jelent meg (1969), huszonhét román egynemű kara Bukarestben (Coruri pentru voci egale pe versuri populare, 1977).
Bukarestben 1979-ben 20 válogatott román, New Yorkban ugyanakkor 20 válogatott chasszid dalát adták ki.

## Díjak, elismerések
- Román Népköztársaság Állami Díja (1955)